# Regenten

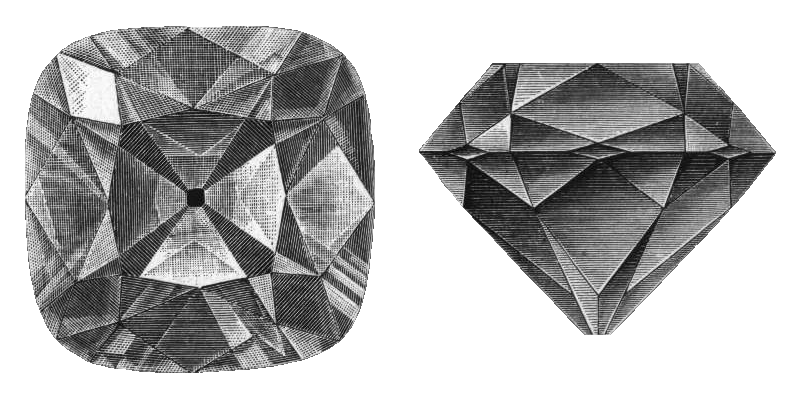

Regenten eller Pittdiamanten är en diamant tillhörig franska staten, förvarad på Louvren.
Diamanten inköptes i Indien från en matros av den brittiske guvernören Thomas Pitt i Madras 1705. Den såldes av honom till Filip av Orléans och övergick sedan i Ludvig XV:s ägo. Under franska revolutionen var den pantsatt hos en köpman Treskow i Berlin men återkom senare i franska händer och bars av Napoleon I som prydnad på hans svärdsfäste. 